# Wehrkreis Böhmen und Mähren (Prag)

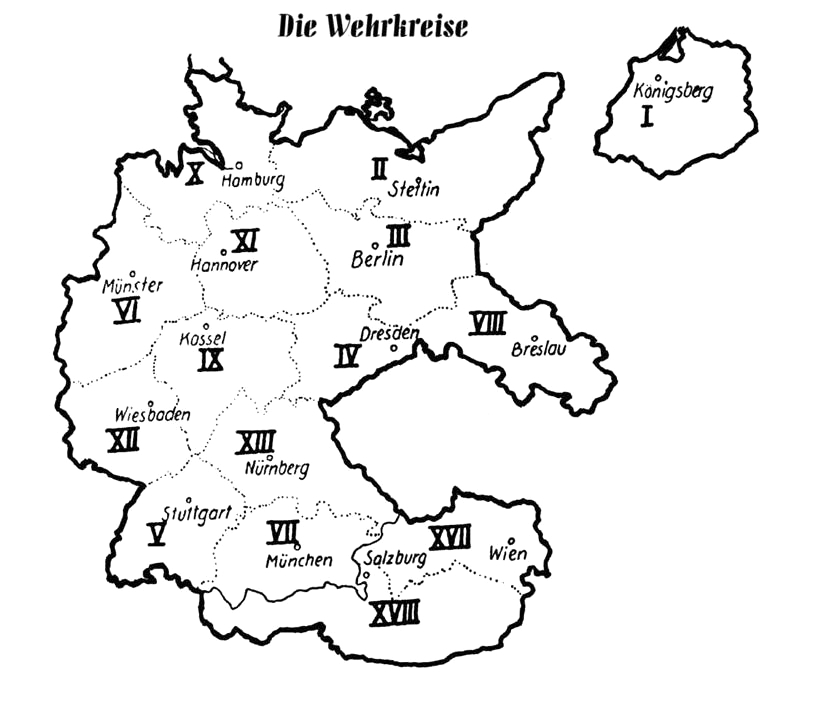
Die Wehrkreise des Deutschen Reiches nach dem „Anschluss“ Österreichs

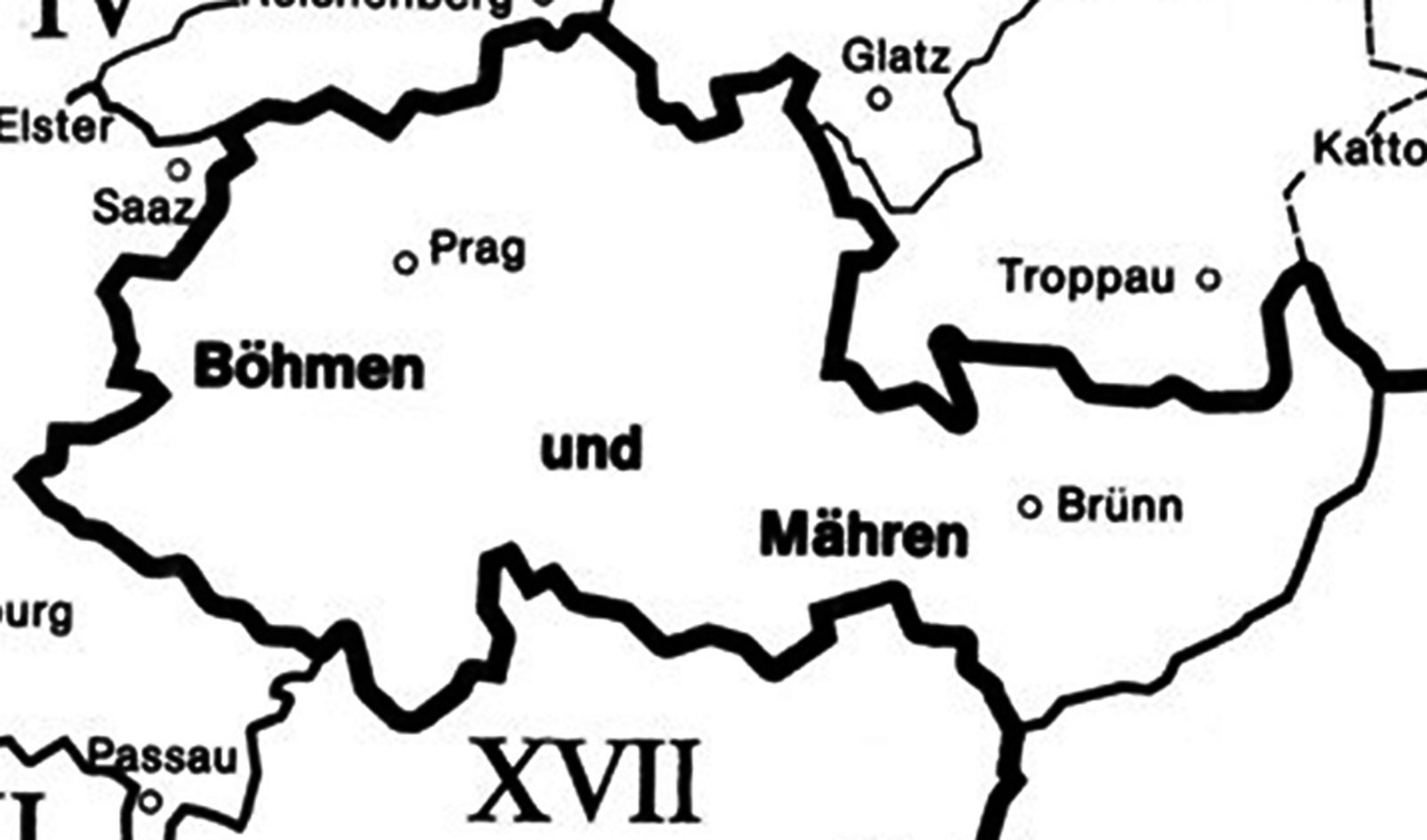
Karte des Wehrkreises Böhmen und Mähren

Der Wehrkreis Böhmen und Mähren (Prag) war eine territoriale Verwaltungseinheit der Wehrmacht während der Zeit des nationalsozialistischen Deutschen Reiches und bestand von 1939 bis 1945. Dem Wehrkreis oblag die militärische Sicherung des sogenannten Protektorats Böhmen und Mähren sowie die Ersatzgestellung und Ausbildung von Soldaten für die Wehrmacht in diesem Gebiet. Der Wehrkreis umfasste einen Wehrersatzbezirk (Prag). Das Hauptquartier befand sich in Prag.

## Befehlshaber
Befehlshaber des Wehrkreises Böhmen und Mähren waren:
- Erich Friderici (1939–1941)
- Rudolf Toussaint (1941–1943)
- Ferdinand Schaal (1943–1944)
- Rudolf Toussaint (1944–1945)

Dem jeweiligen Befehlshaber oblag u. a. die Leitung des Ersatzwesens, die Notwendigen Vorbereitungen zur Mobilmachung, die Betreuung und der Einsatz der Landesschützen-Bataillone (welche im Wesentlichen in der Kriegsgefangenenbewachung eingesetzt wurden), die Überwachung der Ausbildung der unterstellten Truppen, die Sicherung des Befehlsbereichs sowohl bei inneren Unruhen als auch im Krieg gegen feindliche Unternehmungen sowie die Hilfe bei Notständen aller Art.

## Truppenübungsplätze
Im Wehrkreis Böhmen und Mähren nutzte die Wehrmacht mehrere Truppenübungsplätze:
- Milovice
- Brdy
- Březina

siehe auch: Liste der Truppenübungsplätze der deutschen Wehrmacht